# La Cantine
Pour les articles homonymes, voir Cantine (homonymie) et Numa.

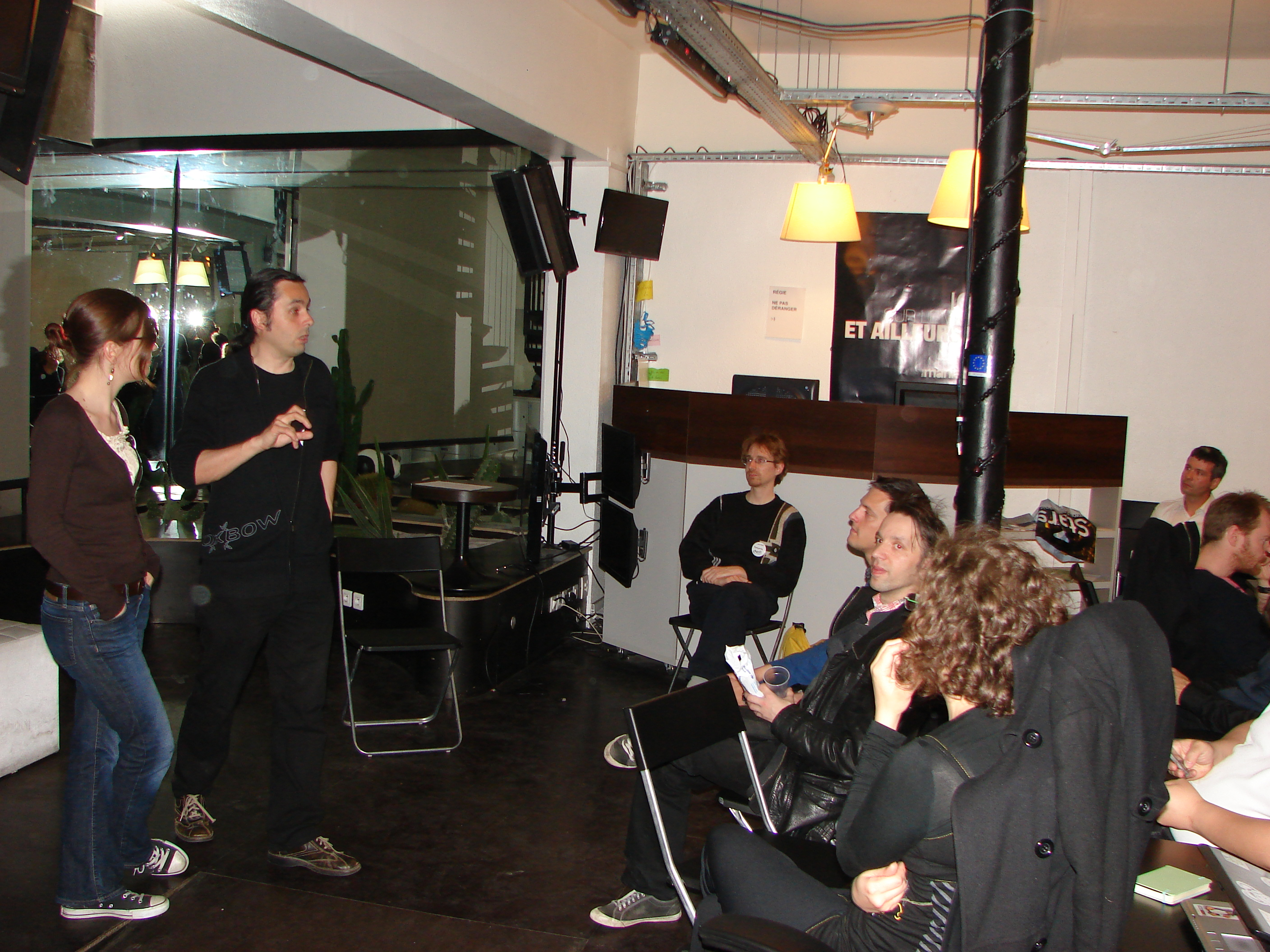
Une réunion de travail de l'APRIL en 2012, à La Cantine parisienne.

La Cantine par Silicon Sentier, est le premier espace parisien de coworking consacré à l'innovation et au numérique. Il a été ouvert en 2008  par l'association Silicon Sentier.  Lors de sa création en 2008, la Cantine parisienne était située Galerie Montmartre. En octobre 2013, elle déménage dans des locaux plus spacieux appelés NUMA,. C'est un des pionniers du cotravail en France,,.

## Implantations régionales

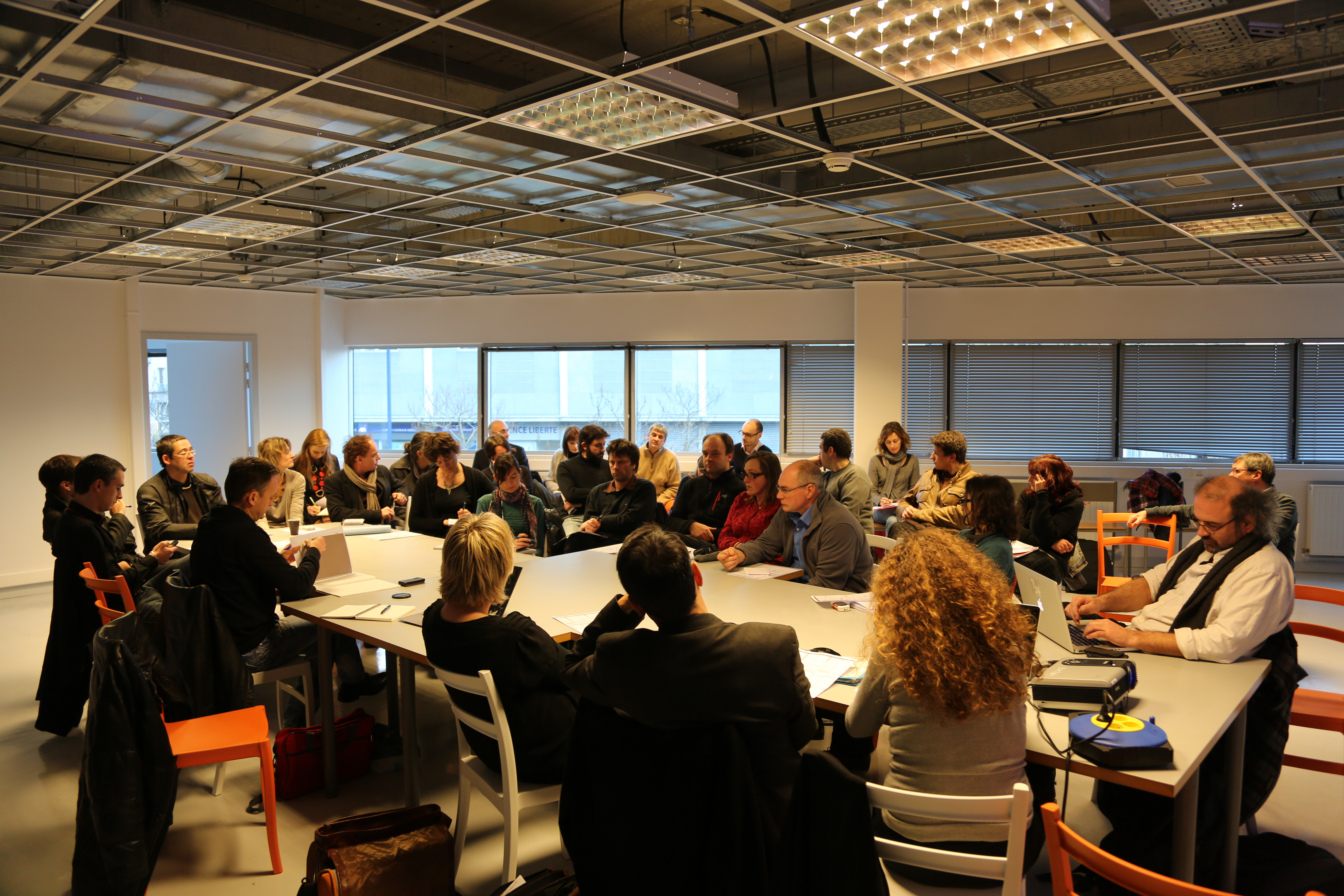
Réunion de travail à La Cantine brestoise.

La Cantine numérique rennaise, créée en décembre 2010 et installée aux Champs Libres. L'École supérieure de commerce de Rennes, Groupement d'intérêt scientifique Marsouin, et Rennes Atalante participent au projet. Une cantine est ouverte à Nantes par l'association Atlantic 2.0 en février 2011,, à Angers en juin 2012, puis à Brest en mars 2013 et Toulon par l'association TVT innovation.